# Benghazi
Pour les articles homonymes, voir Benghazi (homonymie).

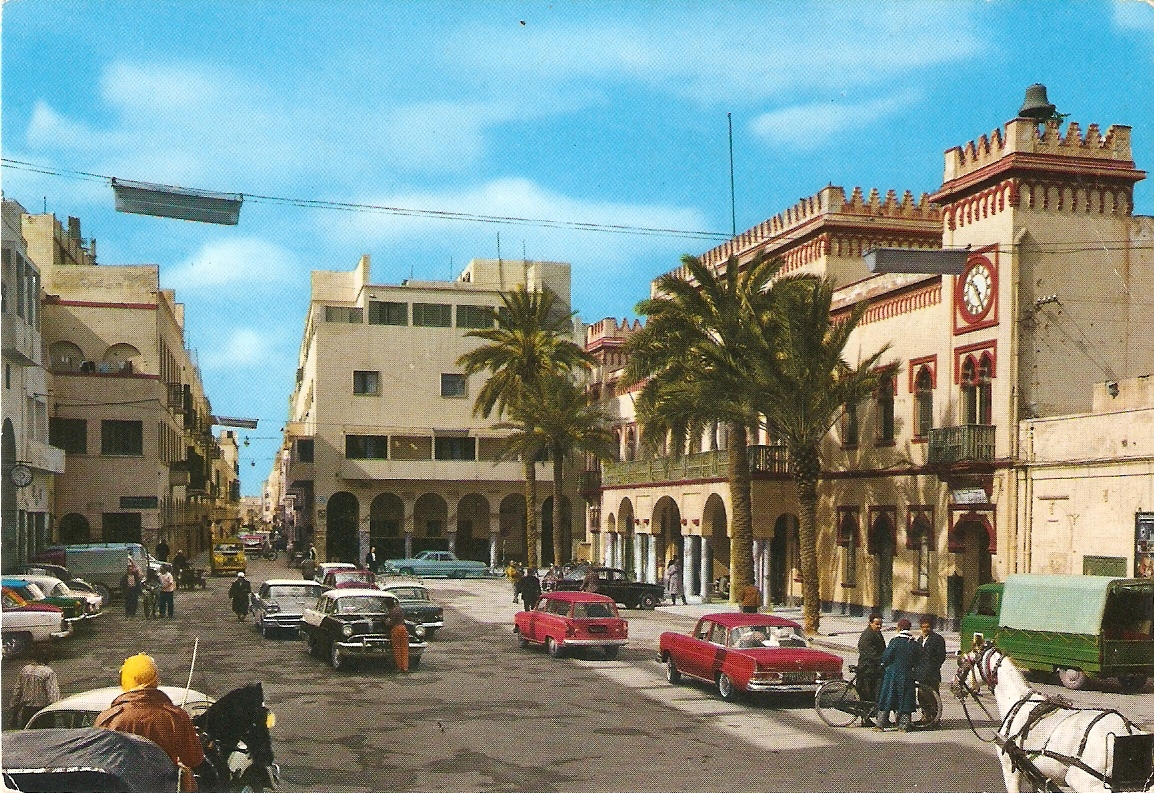
Maidan Al Baladiya.

Benghazi (en arabe :  بنغازي Binġāzī,, en italien Bengasi) est une ville de la Cyrénaïque, en Libye, chef lieu du district homonyme. Sa population est de 631 555 habitants pour une agglomération de 1 180 000 habitants, ce qui en fait la deuxième ville de Libye après la capitale Tripoli.
Dès le début de la révolte libyenne de 2011, Benghazi devient le siège du Conseil national de transition, autorité politique de transition instituée par les insurgés libyens.

## Histoire
La ville est une ancienne colonie grecque fondée vers 525 av. J.-C., selon la légende par le frère du roi de Cyrène, qui est mentionnée par Hérodote à propos de l'expédition perse en Cyrénaïque en 515 av. J.-C. La ville ne prend le nom de Bérénice qu'au IIIe siècle av. J.-C., quand elle est reconstruite par la reine Bérénice, épouse de Ptolémée III. Entre-temps, c'est une colonie carthaginoise, Hesperida ou Hespérides, nommée ainsi en référence au jardin des Hespérides, car c'est une région agricole fertile. Après avoir été donc une cité soumise à la dynastie égyptienne à l'époque hellénistique, elle entre dans la sphère culturelle byzantine. C'est une ville florissante qui dépasse Cyrène et Barca, jusqu'au VIe siècle. Cependant, elle subit une invasion perse qui la détruit en partie, puis elle est envahie par les Arabes en 642-643, et devient Beni Ghazi. Ce n'est plus qu'un petit village sur des ruines. L'empire ottoman annexe la ville en 1578.

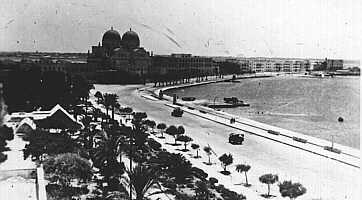
Benghazi du temps des Italiens avec la cathédrale au fond

L'Italie envahit la ville en 1911 et l'annexe à la Libye italienne. Une partie de la population de Cyrénaïque se révolte sous le commandement d'Omar Al Mokhtar. 125 000 Libyens dans tout le pays sont emprisonnés dans des camps sous le régime mussolinien dont un tiers meurt d'épidémies. La révolte est matée en 1930 et Italo Balbo entreprend une politique d'assimilation. De nouveaux villages sont créés en Cyrénaïque avec des écoles, des systèmes sociaux et des hôpitaux. Vingt mille colons italiens peuplent la région. Benghazi compte 35 % d'Italiens dans sa population en 1939. En conséquence, la Cyrénaïque et la ville de Benghazi profitent d'un développement économique important dans les années 1930. Une nouvelle ligne de chemin de fer la reliant à Tripoli commence à être construite, mais les travaux sont interrompus en 1940 à cause de la guerre entre Italiens et Britanniques. La ville est bombardée à maintes reprises pendant la Seconde Guerre mondiale. Elle est surtout reconstruite à partir des années 1970, grâce au boum pétrolier.
Les Italiens sont évacués en quasi-totalité, à la suite du traité de Paris de 1947, où l'Italie abandonne ses colonies, dont la Libye. Les biens Italiens sont saisis, et environ 40 % des logements de la ville se retrouvent vides, après le départ massif des Italiens.
Benghazi est bombardée le 15 avril 1986 par les avions de la US Airforce, ainsi que Tripoli. Le président Ronald Reagan justifie ces bombardements par le terrorisme dont les États-Unis sont victimes de la part de la Libye de Khadafi, y compris de l'attentat de La Belle discothèque à Berlin-Ouest fréquentée par des soldats américains tuant trois personnes et en blessant 230, le 5 avril 1986.
Onze manifestants trouvent la mort en février 2005 pendant des émeutes devant le consulat d'Italie dans la vague des manifestations contre les caricatures de Mahomet.
La ville devient le berceau de la guerre civile libyenne de 2011, notamment le 19 février où une cinquantaine de personnes sont tuées par l'armée, faisant 173 morts en quatre jours[source insuffisante]. Le lendemain, la ville en proie à de violents affrontements tombe entre les mains des insurgés, début du soulèvement de Benghazi. Mais avant leur départ la police et les troupes du colonel Kadhafi commettent de nombreuses exactions.

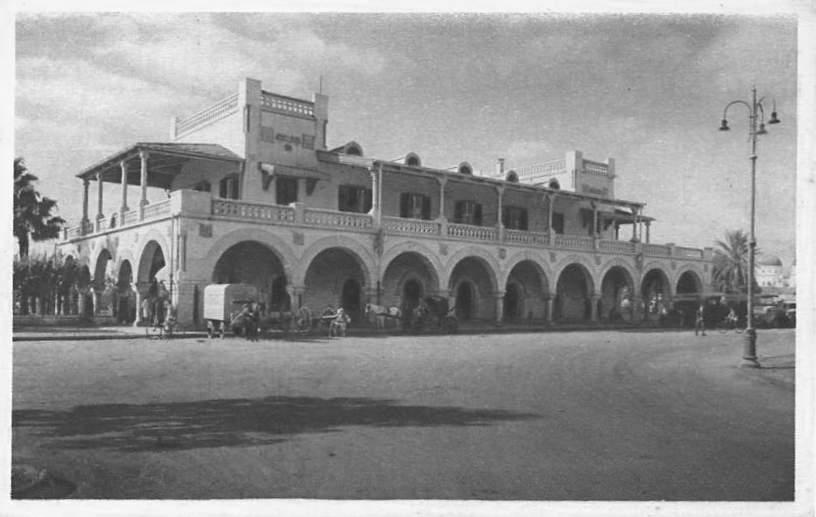
Gare centrale de Benghazi.

Au lendemain de la chute de Kadhafi, la ville tombe entre les mains de milices islamistes rivales qui affrontent aussi quotidiennement l'armée régulière dirigée par le général dissident Khalifa Haftar. Ainsi, de violents combats éclatent le 13 juillet 2014 pour le contrôle de l'aéroport de Benina. Deux semaines plus tard, les islamistes lancent une offensive contre le quartier général de l'unité des Forces spéciales de l'armée situé près du centre-ville.
L'avocate et militante pour les droits des femmes, Hanane Al-Barassi est assassinée le 20 novembre 2020 dans une rue commerçante de Benghazi par des hommes armés non identifiés. Elle avait publié, peu de temps auparavant une vidéo critiquant des groupes armés proches de Khalifa Haftar, l'homme fort de l’Est

## Économie
Benghazi possède un aéroport : l'aéroport international de Benina (code AITA : BEN). Son port marchand, fermé durant la guerre civile, a repris ses activités en novembre 2017.

## Monuments et architecture

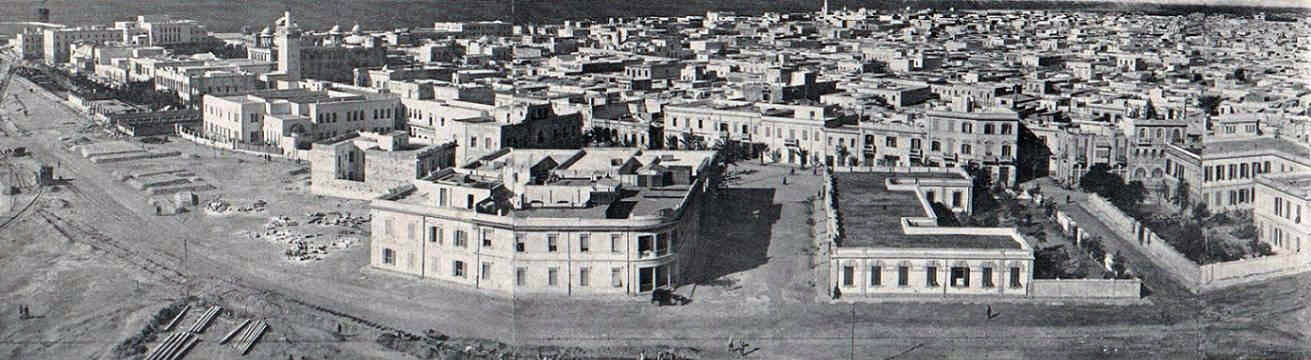
Benghazi en 1935

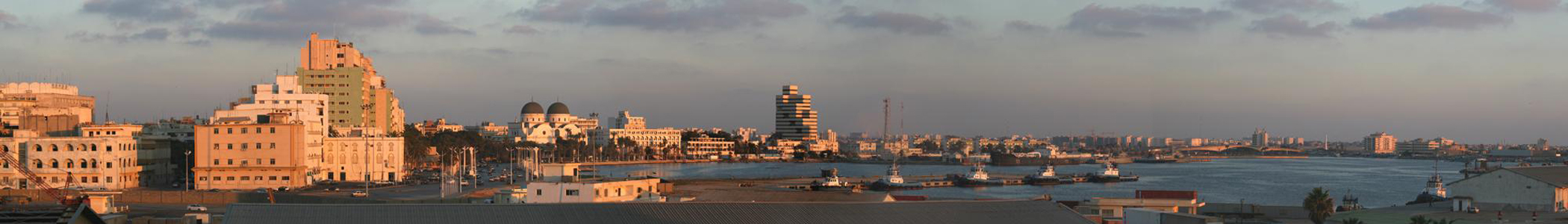
Vue du port.

- Site archéologique de Bérénice, autour du phare : vestiges d'un rempart grec du IIIe siècle av. J.-C., de trois maisons romaines à péristyle, et d'une église byzantine à sol en mosaïques qui se trouvaient au nord de l'ancienne ville, les parties sud et est sont enfouies sous la ville moderne.
- La médina datant du Moyen Âge arabe, au nord du port, avec le souk couvert al-Djarid.
- Palais ottoman d'el-Berka (XIXe siècle).
- La ville abrite l'université de Garyounis depuis 1955.
- L'ancienne cathédrale de Benghazi, siège du vicariat apostolique de Benghazi, aujourd'hui désaffectée.
- L'ancien palais municipal italien de style néo-mauresque.

## Trésor de Benghazi
Constitué d'une collection de 7 700 pièces d’or, d’argent et de bronze, certaines datant de l’époque d’Alexandre le Grand, mais aussi de bijoux précieux et de figurines, le « Trésor de Benghazi » était conservé dans une banque de la ville depuis un demi-siècle. Il a disparu au cours de la révolte libyenne de 2011. Les auteurs de ce vol se sont introduits en forant une plaque de béton menant à une voûte souterraine de la Banque nationale de commerce de Benghazi.

## Quartiers
Benghazi est constitué de nombreux quartiers. Les principaux se nomment: Al-Sabri, Al-Salmani, Ard Izwawah, Hai Al fateh, Hai al Salam, Al Birka, Tabalino, Al Keesh, Bo Hdemah, Allithi, Al Majoory, Assabry, etc.
- Benghazi al-Jadida

## Jumelage
- Lyon (France) depuis 2011[14]

## Dans la culture populaire
- Une mission du jeu Tom Clancy's Splinter Cell: Blacklist se déroule à Benghazi.

## Galerie

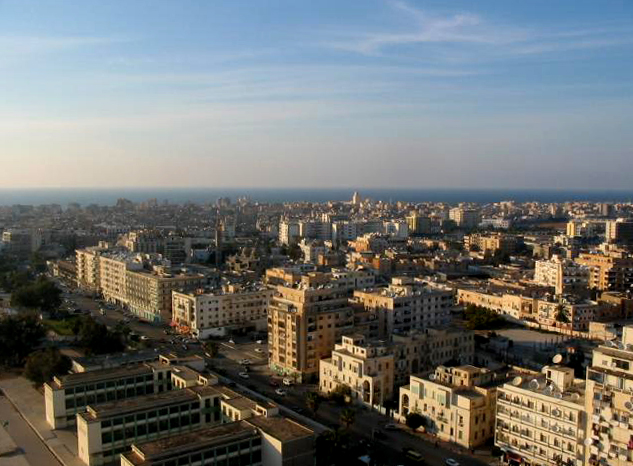
Vue du quartier construit par les Italiens
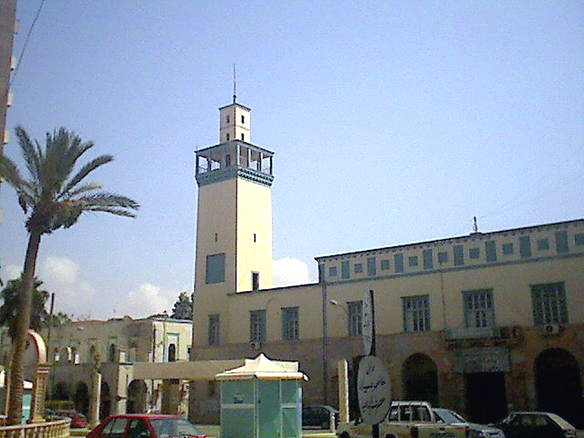
L'université de Benghazi
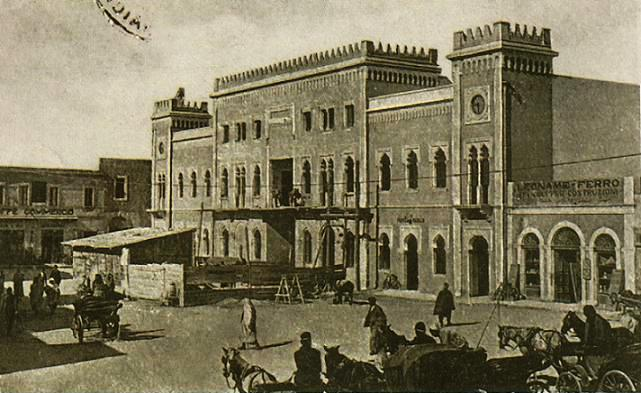
Place de l’hôtel de ville.
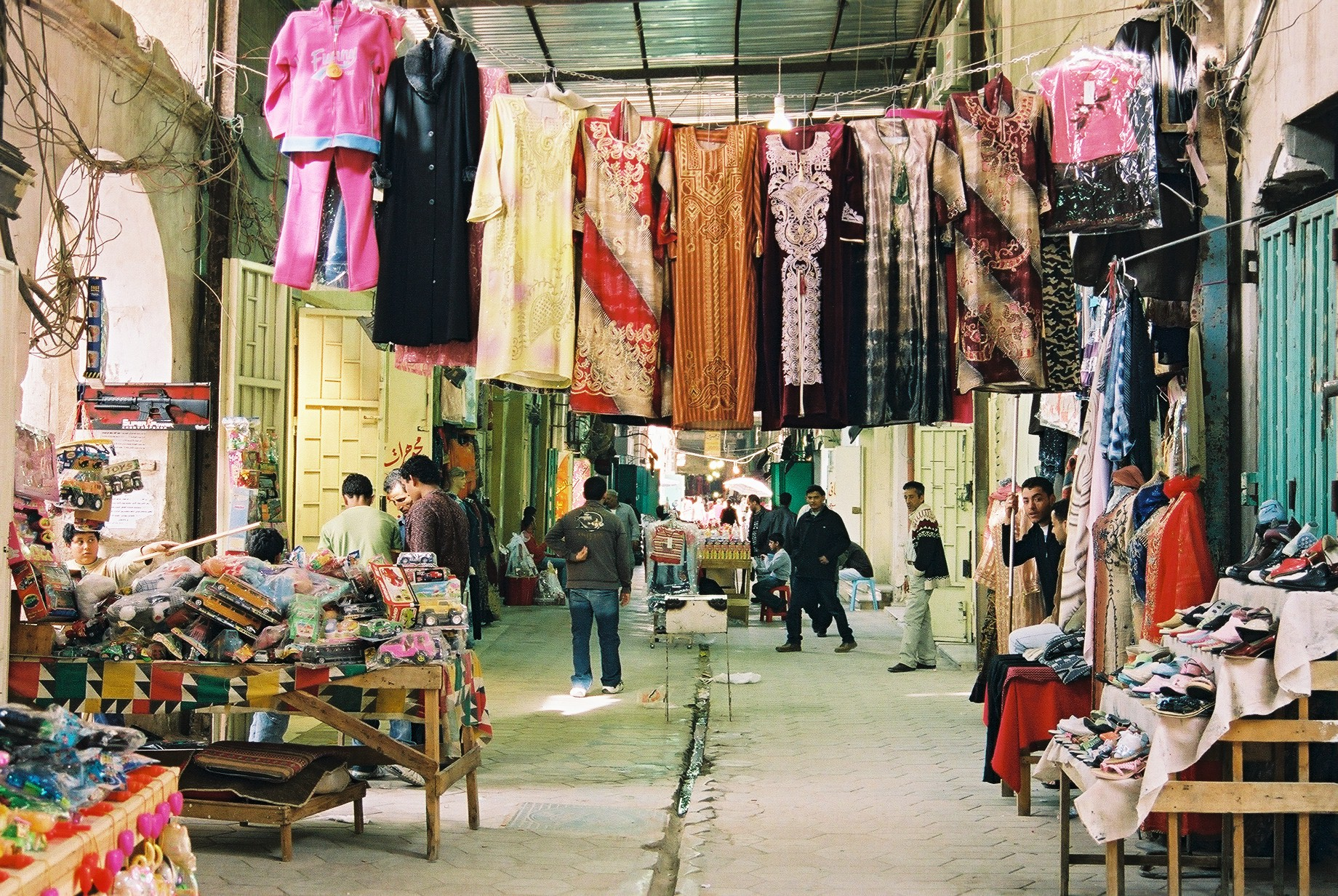
Le vieux marché couvert.
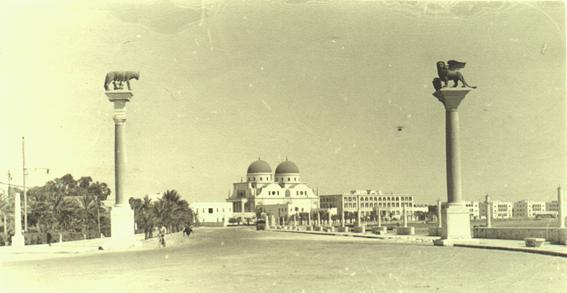
Rue de la Victoire.
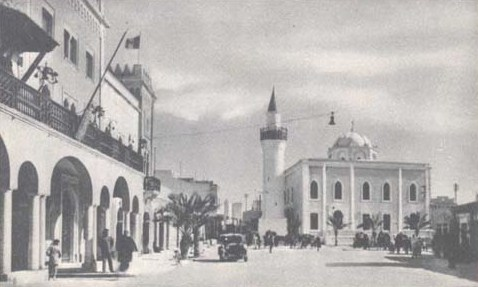
Square de l'Hôtel de ville.
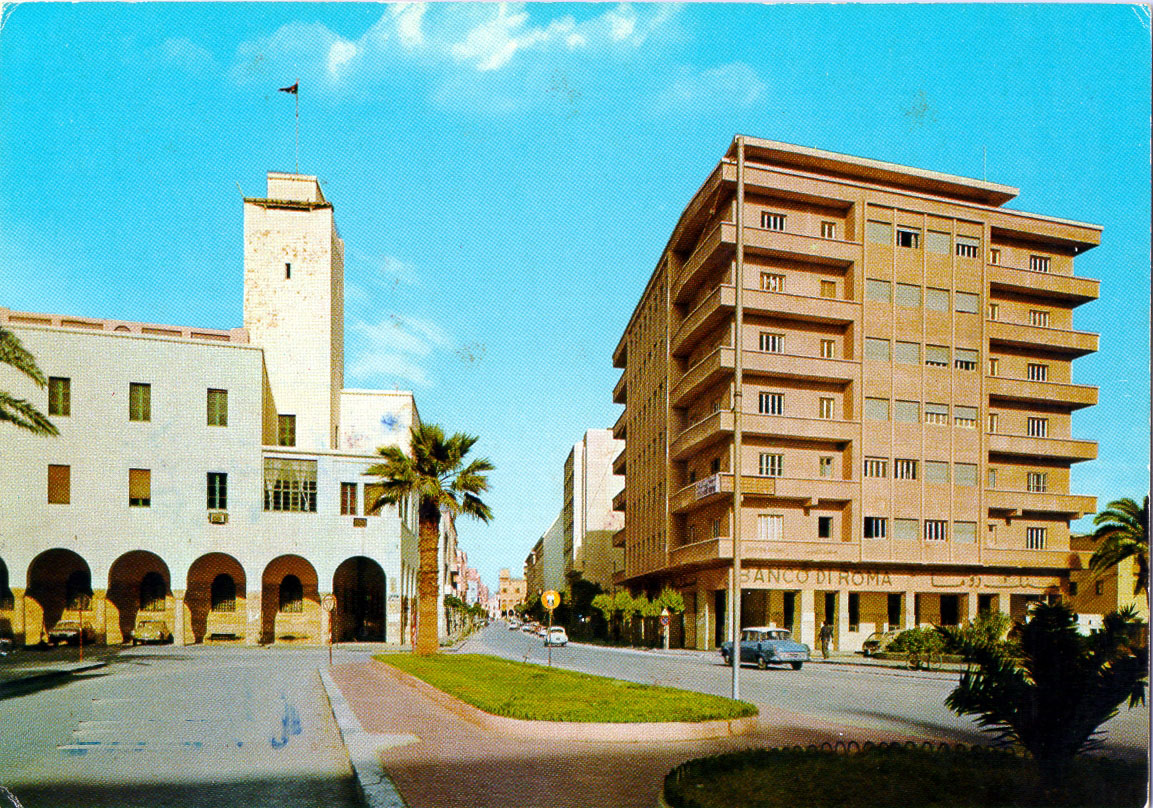
Rue Omar ElMoktar.
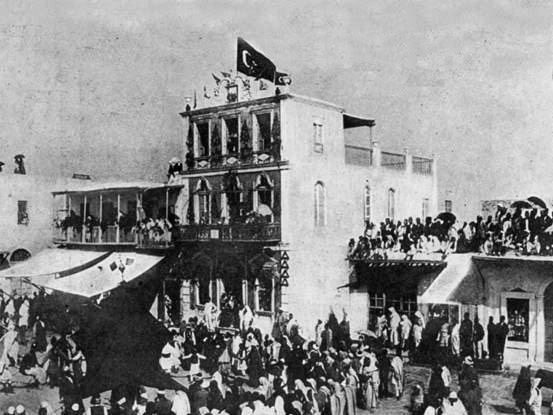
Fête dans le Benghazi Ottoman.
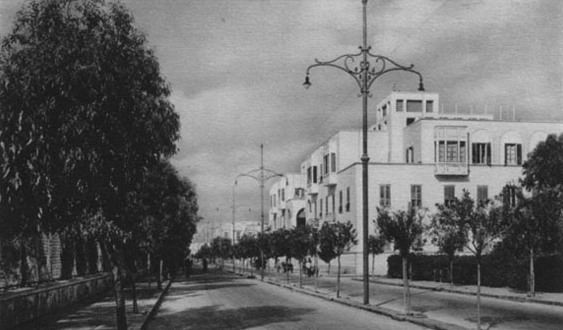
Rue de l'Indépendance.
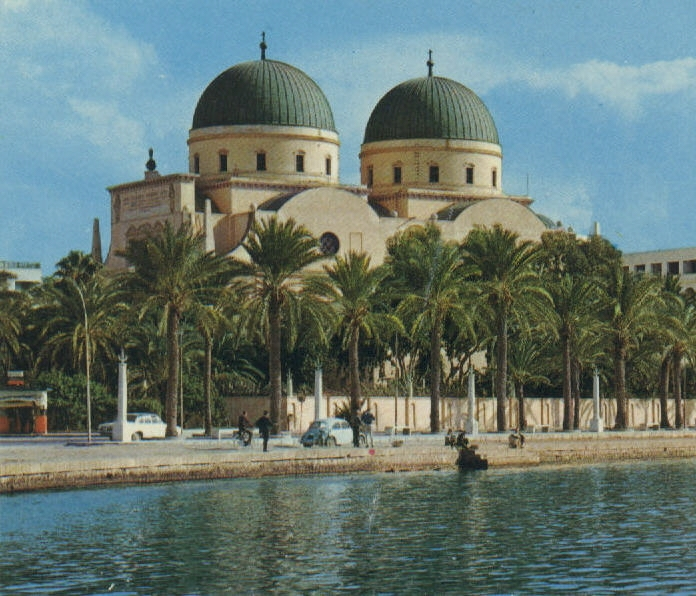
La Cathédrale italienne.
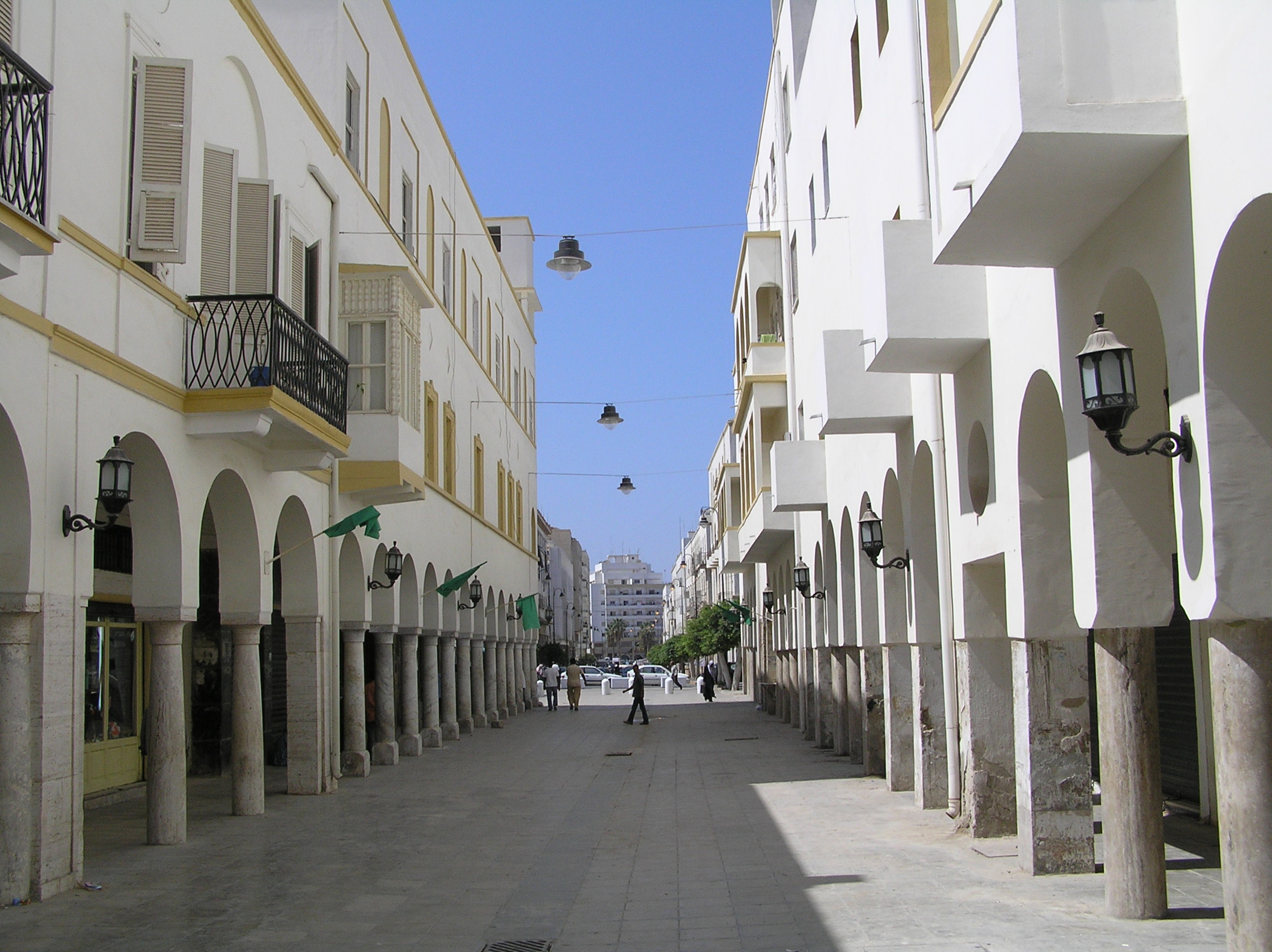
Rue Omar Mukhtar.
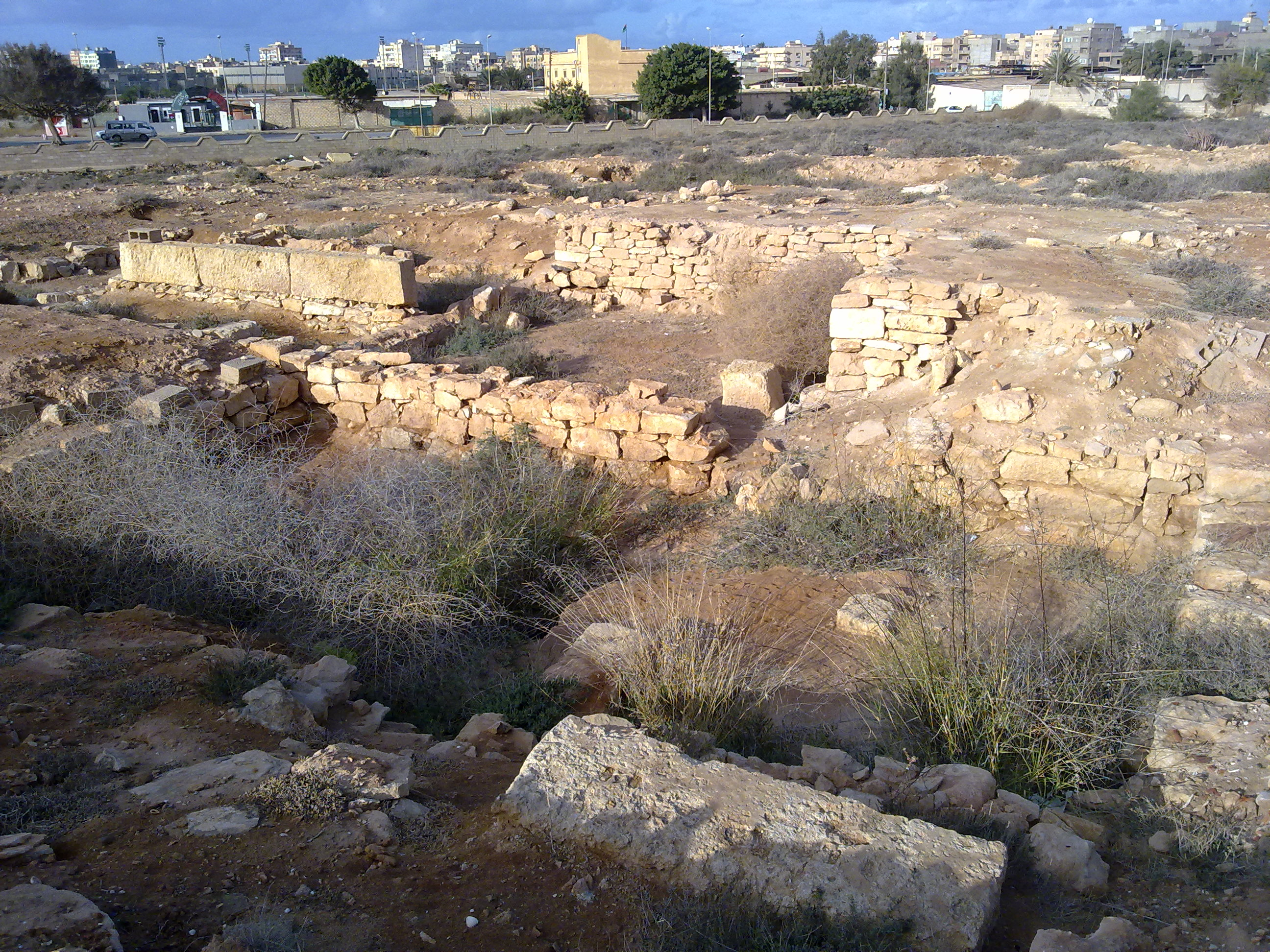
Site archéologique Antique grecque de Bengazhi.
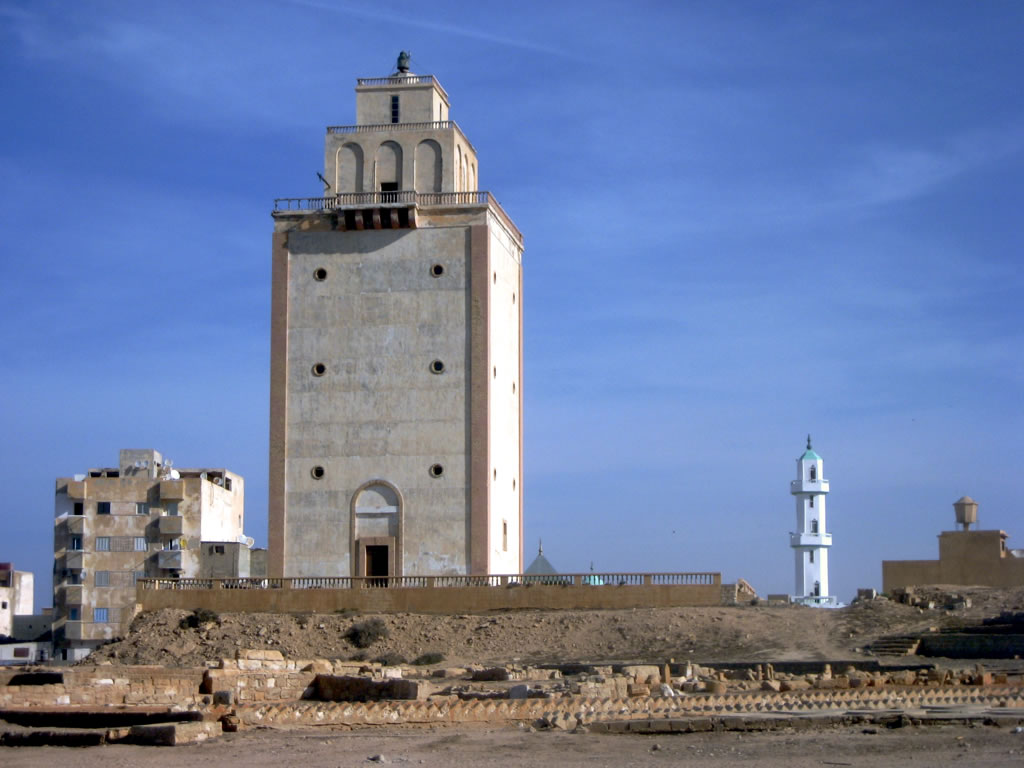
Le phare italien.
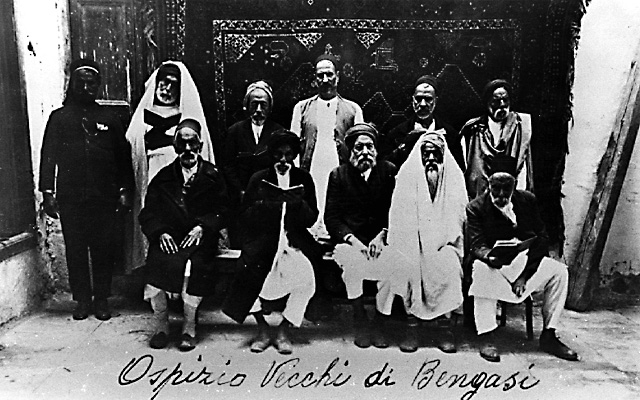
Juifs de Benghazi.
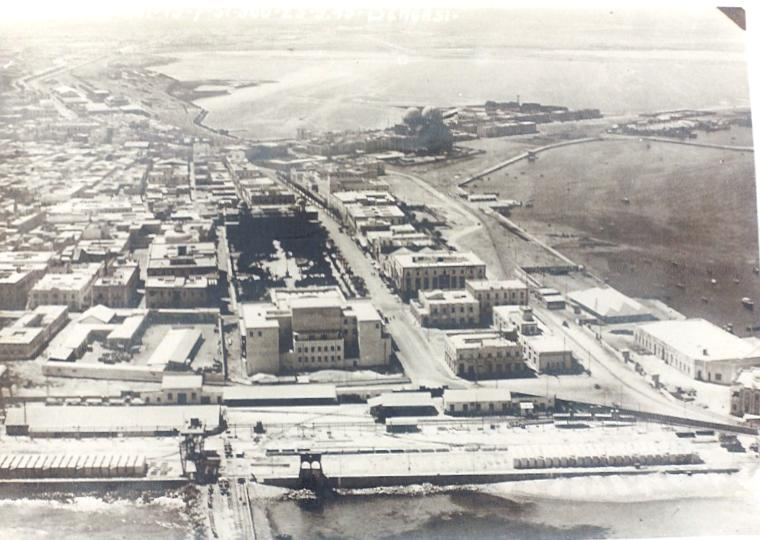
Vue de la ville.
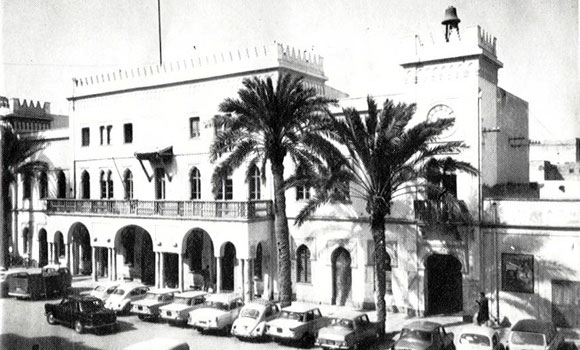
L'Hôtel de ville dans les années 1960.
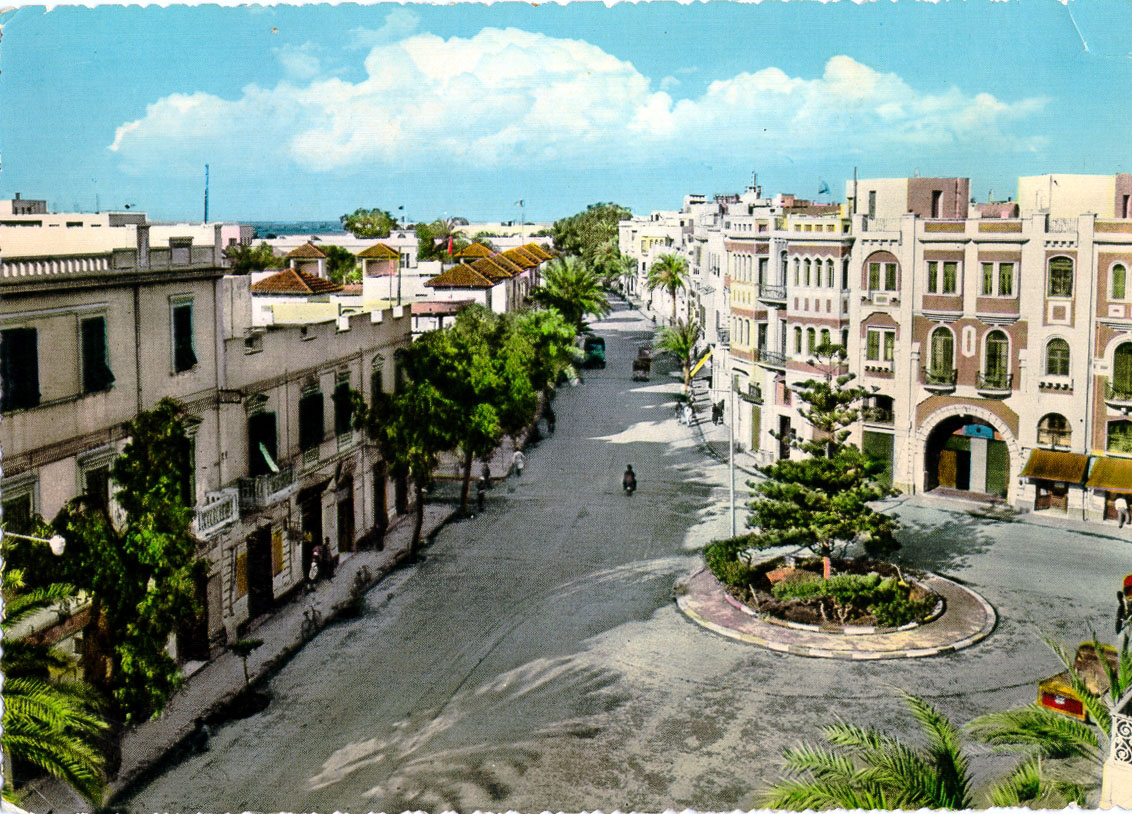
Place de Shagara.
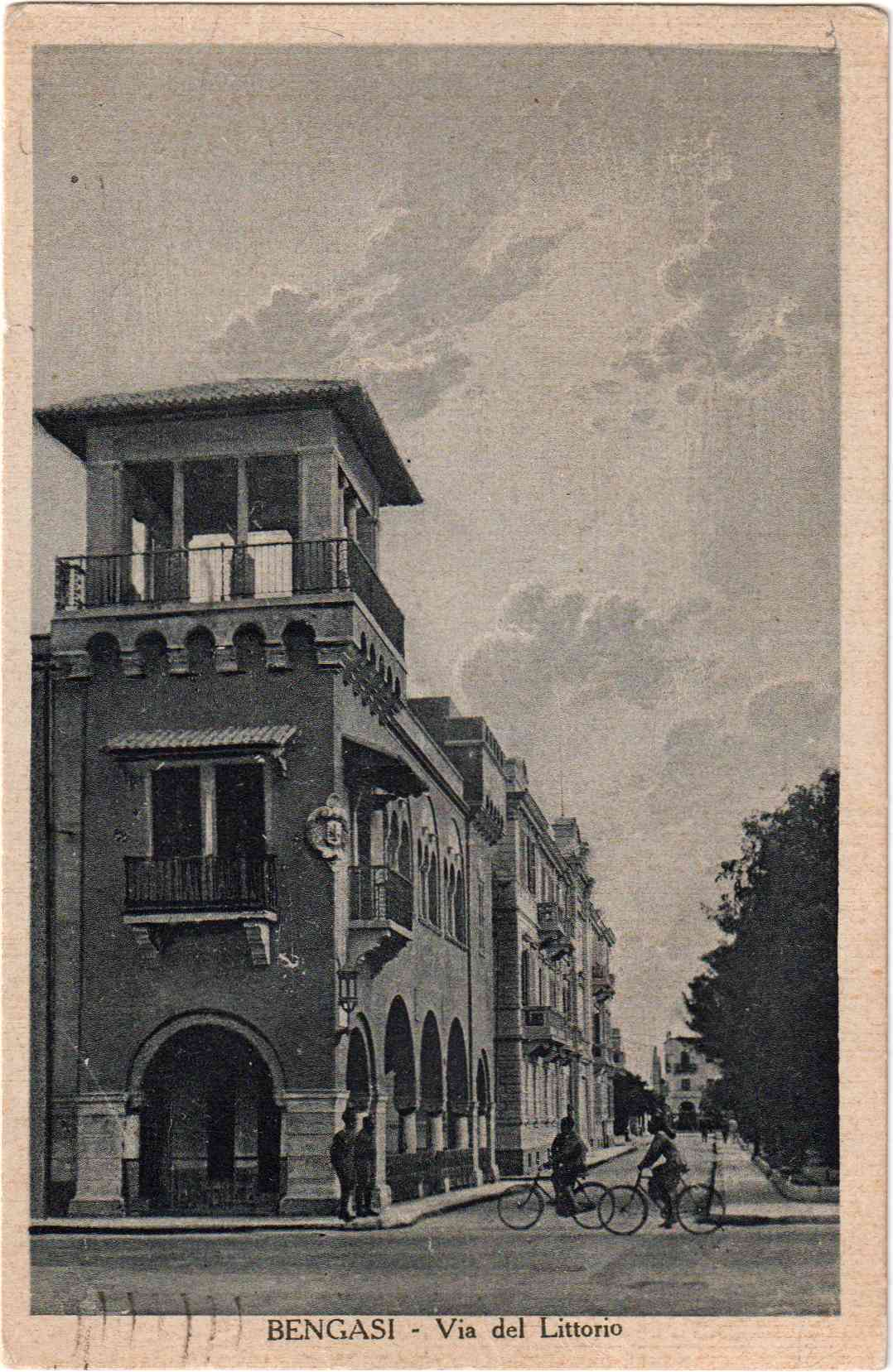
Allée littorale, 1935.
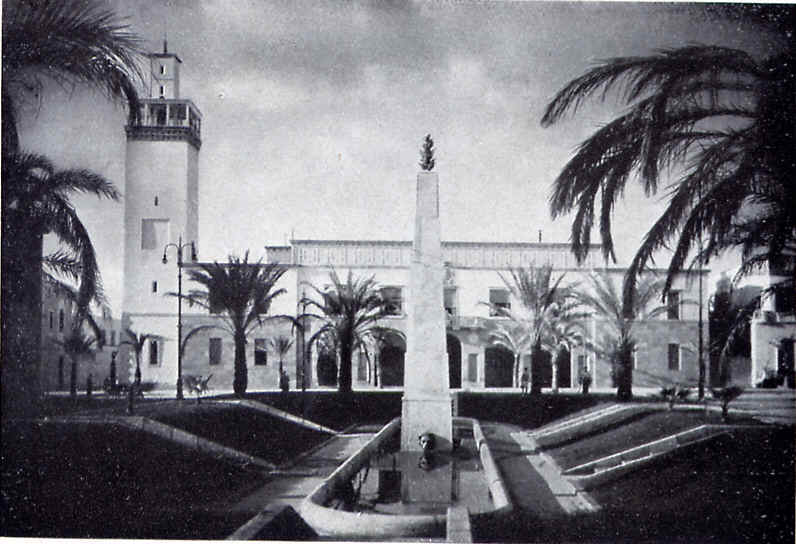
Place du 28 Octobre.